# Steve Rasnic Tem
Steve Rasnic Tem, född 14 september 1950 i Jonesville i Virginia, är en amerikansk författare inom genren spekulativ fiktion. Han skriver huvudsakligen noveller och har sedan början av sin karriär på 1980-talet publicerat över 400 berättelser. Han har medverkat i novellantologier såsom Best New Horror, The Year's Best Fantasy and Horror och The Best Horror of the Year.
Mellan 1980 och fram till hennes död 2015 var han gift med Melanie Tem (född Kubachko), även hon författare. De tog gemensamt efternamnet Tem. Tillsammans fick de fyra barn. Makarna skrev tillsammans två romaner och flera noveller. De mottog gemensamt Bram Stoker Award för bästa novellsamling år 2002.
Steve Rasnic Tem har vunnit ett flertal priser för sina berättelser, däribland World Fantasy Award, British Fantasy Award och Bram Stoker Award. Han är bosatt i Colorado.